# Pedro Bean
Pedro Ignacio Bean (Córdoba, Argentina, 31 de julio de 1954 - Estrecho de San Carlos, islas Malvinas, 21 de mayo de 1982, fue un piloto militar argentino, perteneciente a la promoción 42 de la Escuela de Aviación Militar, que con el grado de teniente de la Fuerza Aérea Argentina falleció en acción de combate durante la guerra de las Malvinas sobre el Atlántico Sur, pilotando un IAI Dagger, la versión israelí del Dassault Mirage 5.
Fue ascendido post mortem a primer teniente y condecorado post mortem con la Medalla al Valor en Combate por ley N.º 25 576 del 11 de abril de 2002. El gobierno argentino por ley nacional N.º 24 950/98 lo incluyó en el listado de los «héroes nacionales», fallecidos en combate en la guerra de las Malvinas.

## Biografía

### Guerra de las Malvinas
En 1982, Bean era teniente y se encontraba prestando servicios como piloto de Mirage M5 Dagger en la VI Brigada Aérea con asiento en Tandil, en la provincia de Buenos Aires.

#### El combate
El viernes 21 de mayo tres Dagger, armados con una bomba MK-17 cada uno (capitanes Carlos Rohde y Roberto Ernesto Janett y teniente Pedro Bean) despegaron de Río Grande a las 09:45.
A las 10:32 horas atacaron a un grupo de tres buques de la Marina Real británica (Broadsword, Argonaut y Plymouth), en el estrecho de San Carlos. El teniente Pedro Ignacio Bean fue derribado por un misil superficie-aire Sea Wolf lanzado desde la HMS Broadsword, logró eyectarse pero no pudo ser recuperado, los restantes regresaron a Río Grande a las 11:45, tras lanzar sus bombas.
Este ataque dejó, como resultado, a la fragata HMS Broadsword averiada, con más de cuarenta impactos de cañón. El capitán Roberto Janett vio eyectarse al teniente Bean.

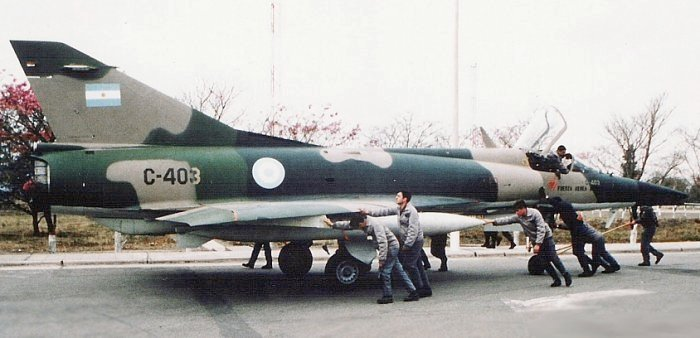
Un IAI Dagger del tipo al pilotado por Pedro Bean.